# Bacanora (wódka)

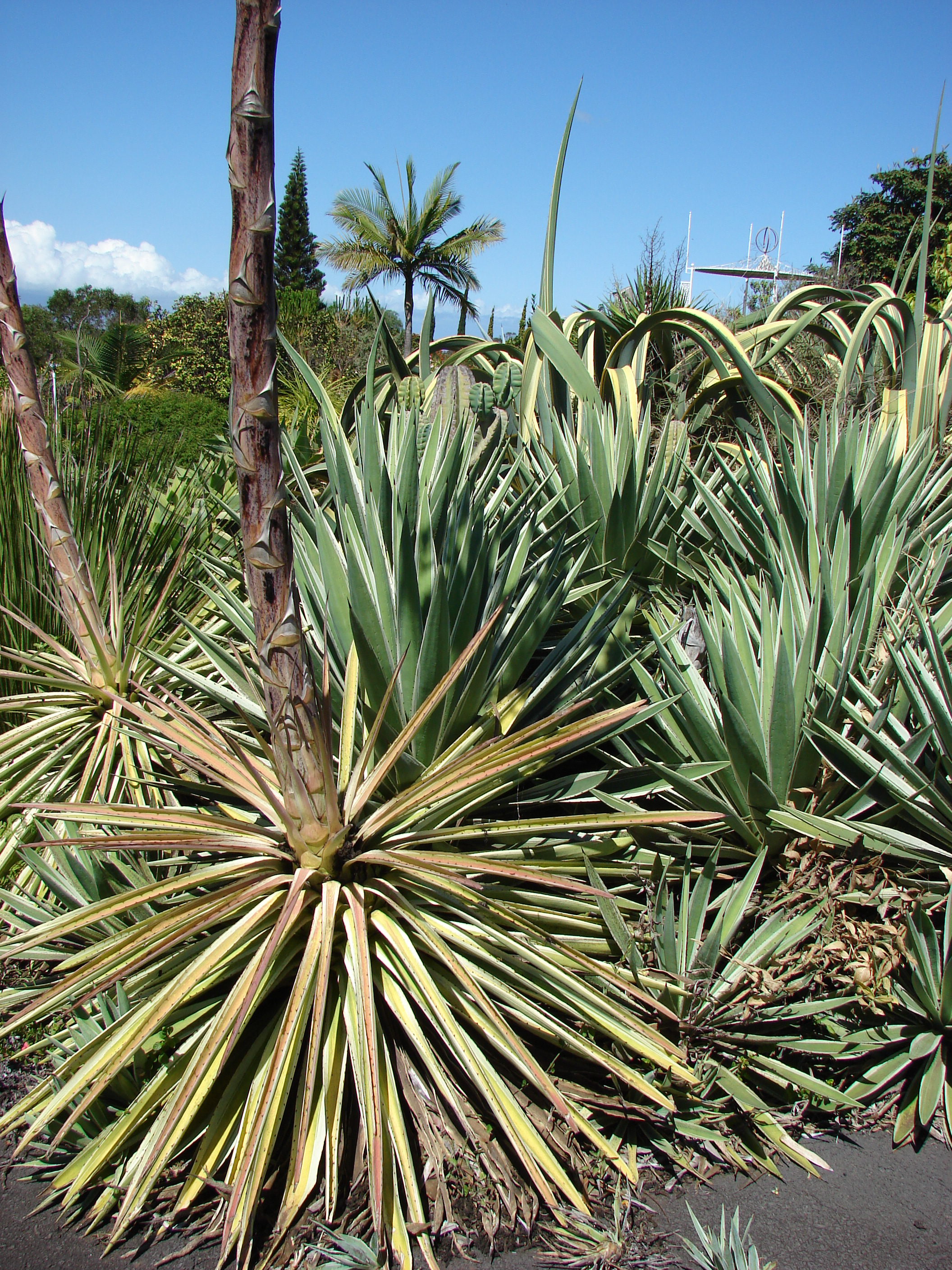
Agave vivipara

Bacanora  – mocny alkohol produkowany w meksykańskim stanie Sonora z gatunku agawy Agave vivipara. Nazwa trunku pochodzi od miasteczka Bacanora. Obok sotolu jeden z tradycyjnych napojów alkoholowych wytwarzanych w północno-zachodnim Meksyku. Produkowany jest nadal metodą chałupniczą.